# 한국의 해안
본 문서는 한국의 해안에 대해 설명한다.
```
해안선의 출입이 복잡한 리아스식 해안이다. 특히 남해안은 해안선의 거리가 직선 거리의 8배 이상이나 되고, 섬이 많은 다도해를 이루고 있다. 이와 같이 해안선이 복잡한 것은 서해안과 남해안으로 뻗은 산지가 침강했거나 해면이 상승하여 구릉지나 산줄기는 섬 또는 반도가 되고, 낮은 곳은 물이 들어와 만이 된 침강(침수) 해안이기 때문이다. 동해안은 전반적으로 지반이 융기했고, 산맥이 해안선을 따라 평행하게 달리고 있어 빙하기 이후 해면의 상승이 있었으나 해안선이 단조로운 융기(이수) 해안을 이루고 있다.
```

## 동해안
동해안(東海岸)은 두만강에서 부산 송도까지의 해안으로, 직선 거리는 809km이고, 실제 거리는 1,272km이다. 동해안은 바다 밑이 올라와 육지가 된 융기(이수) 해안으로 해안선의 드나듦이 단조롭고, 함경산맥·태백산맥 등이 동해에 치우쳐 있으며, 산맥의 급사면이 바다 밑으로 계속되어 수심이 깊은 급경사를 이룬다. 깊은 수심과 해안 주변이 거의 막혀 있고, 해협이 좁아 조수의 차가 아주 적다. 해안선이 단조로워 양항이 적으나, 북쪽의 조산만, 중앙부의 동한만과 그 안의 영흥만, 남쪽 영일만·울산만 등의 나진·웅기·청진·원산·포항·울산 등은 천연의 양항을 이루고 있다. 강릉 이남에는 사빈 해안이 많아서 사주·석호 등이 많이 발달되어 있다. 동해의 수심은 평균 1,530m나 되고, 조수의 차는 웅기와 원산이 0.2m, 울산이 0.5m 정도이다. 동해안은 해안선이 단조로워 해수욕장 등으로 사용된다.

## 남해안
남해안(南海岸)은 침강(침수) 해안으로 동쪽 부산 송도에서 전라남도 해남까지로 직선 거리는 225km이나 실제 거리는 8.8배인 1,980km나 된다. 해안선은 서해안과 함께 복잡한 리아스식 해안과 다도해를 이룬다. 남해안은 태백산맥·소백산맥 등의 남북으로 향하는 산맥과 동서로 뻗은 남해산맥이 남해에 침강되고, 바닷물의 영향으로 골짜기는 깊이 패이고, 깎여 남은 모퉁이는 곶이 되었다. 해안 평야의 발달은 미약하고, 해안의 지형은 경사가 완만하나 양항이 많은데, 부산·진해·마산·충무·삼천포·여수 등이 그 대표적인 항구이다. 간만의 차는 동해·서해의 중간 정도로 목포에서는 4.3m, 부산에서는 1.3m이며 서해안처럼 갯벌은 발달하지 못하였다.

## 서해안
서해안(西海岸)은 압록강에서 해남까지로 직선 거리는 650km이나, 실제 거리는 7배가 넘는 4,719km나 되는 리아스식 침강 해안으로 해안선이 복잡하고 수심이 얕다. 서해 전체가 하나의 큰 만을 이루고 있기 때문에 조수의 차가 크다. 아산만 부근의 조수 차는 9.5 10m까지 달하여 세계적으로도 조수 차가 큰 곳 가운데 하나이다. 이곳에서 남북으로 갈수록 작아져서 북쪽 용암포도 약 5m, 남쪽의 목포는 약 4m 정도이다. 서해는 수심이 얕고 조수의 차가 심하여 넓은 간석지가 발달한 반면에 인천·군산 등과 같이 항만에 수문식 독·뜬다리 등 특수 시설이 필요하나, 조차를 이용한 조력 발전을 할 수 있는 유리한 점도 있다.

## 해안의 섬
섬들은 남해안과 서해안에 많은데 대부분이 바닷물의 침수로 인해 이루어져 해안의 지형이 절벽을 이룬 곳이 많다.
화산으로 인해 생긴 섬은 독도·울릉도·제주도이며, 그 밖의 섬들은 산맥이 물 속에 잠기어 높은 부분이 물 위로 올라와 섬이 되어 산맥의 연장선상에 위치하게 된다.
가장 큰 섬인 제주도(1,840km2)와 거제도·진도·남해도·강화도 다섯 섬을 '5대도'라 부른다.
이 외에 크고 작은 섬의 수는 동해에 169개,
남해에 2,244개, 서해에 892개이다.
| 이름   | 소재 | 면적(km2) |
| ------ | ---- | --------- |
| 제주도 | 제주 | 1,180.9   |
| 거제도 | 경남 | 374.9     |
| 진도   | 전남 | 353.8     |
| 강화도 | 경기 | 300.0     |
| 남해도 | 경남 | 298.4     |
| 안면도 | 충남 | 105.4     |
| 독도   | 경북 | 92.9      |
| 완도   | 전남 | 85.3      |
| 울릉도 | 경북 | 72.9      |
| 돌산도 | 전남 | 68.9      |
| 창선도 | 경남 | 53.7      |
| 자은도 | 전남 | 52.0      |
| 압해도 | 전남 | 47.5      |
| 교동도 | 경기 | 46.3      |
| 백령도 | 경기 | 45.4      |
| 고금도 | 전남 | 43.2      |
| 장자도 | 전남 | 43.2      |

## 같이 보기
- 한국의 섬